# アンヘル・ニエト・ジュニア

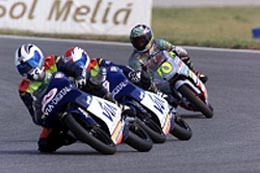
アンヘル・ニエトJr.(1998年)

アンヘル・ニエト・ジュニア（Angel Nieto Jr.  本名 : アンヘル・ニエト・アギラール Angel "Gelete" Nieto Aguilar, ヘレテ・ニエトとも、1976年11月19日 - ）は、スペイン・マドリード出身の元オートバイレーサー。ロードレース世界選手権で延べ13回のチャンピオンを獲得したアンヘル・ニエトの息子。弟のパブロ・ニエト、いとこのフォンシ・ニエトと同じくロードレース世界選手権に参戦した経験を持つ。

## 経歴

### キャリア初期
父アンヘルは当初ヘレテにオートバイレーサー以外の道を歩んでほしいと願っていた。しかしヘレテは父と同じ道を望み、1993年からホルヘ・マルチネス監督の下、スペインの125cc国内選手権を戦うことになった。

### 世界選手権125ccクラス
1995年のロードレース世界選手権第10戦ブルノで、マルチネス率いるアスパー・チームのセカンドライダーとして世界デビューを果たした。翌1996年にはGPと並行して参戦したヨーロッパ選手権でシリーズ4位の成績を残した。
1997年にはGPにフル参戦し初ポイントを獲得。1998年には父アンヘルの Via Digital チームに移籍しエミリオ・アルサモラのチームメイトを務めた。この年は41ポイントを獲得しシリーズランキング19位に入った。
1999年にチームはマシンをそれまでのアプリリアからホンダにスイッチした。このシーズンはチームメイトのアルサモラが活躍してチャンピオンを争っていたが、シーズン終盤となった第13戦フィリップアイランド、残り数周となった時にアルサモラは日本の上田昇と絡んで転倒してしまい、復帰したもののポイント圏外の16位まで落ちてしまう。その時15位を走っていたのはヘレテだった。父ニエト監督はピットサインボードをつかんで大騒ぎし、アルサモラに順位を譲るよう、息子に指示を送った。ヘレテはフィニッシュラインぎりぎりで停止し、15位を譲られたアルサモラは1ポイントを獲得することができた。そして最終戦で、アルサモラはまさにこの1ポイント差で逃げ切り、ワールドチャンピオンに輝いた。ヘレテのチームプレイがなければ、同ポイントに並び、勝利数で上回るマルコ・メランドリがチャンピオンになっていただろう。重要な役割を果たしたヘレテだったが、自身の成績はシリーズランキング22位に終わった。
2000年は57ポイントを獲得しシリーズ15位、これがヘレテのGPでのベストシーズンとなった。2001年は56ポイントでシリーズ16位、このシーズン限りでヘレテはGPを去ることになった。

### 4輪へ転向
2002年、ヘレテは4輪に転向し、ワールドシリーズ・バイ・ニッサンに参戦した。翌2003年はF3のウィンターシリーズに出場した。その後も挑戦を続け、2007年にはMitjet Seriesで好成績を残した。

### MotoGPチーム運営へ
2008年、ヘレテは父アンヘル、弟パブロと共にロードレース世界選手権125ccクラスを戦う新しいチーム「オンデ2000」を立ち上げた。ヘレテがチーム監督に就き、パブロはライダーとしてイタリアのラファエル・デ・ロサと共にKTMのマシンを走らせた。
翌2009年にチームは最高峰MotoGPクラスに移り、現役復帰したセテ・ジベルナウをライダーにドゥカティ・デスモセディチを走らせていたが、スポンサーのグループ・フランシスコ・エルナンドが資金難に陥ったため、シーズン途中で撤退の憂き目にあってしまった。
2010年は弟パブロと共に「G22レーシング」を立ち上げ、新たに始まったMoto2クラスにモリワキのシャシーで参戦、いとこのフォンシ・ニエトがエースライダーを務めた。

## ロードレース世界選手権 戦績
| シーズン | クラス | バイク     | 出走 | 優勝 | 表彰台 | PP | ポイント | 順位 |
| -------- | ------ | ---------- | ---- | ---- | ------ | -- | -------- | ---- |
| 1995年   | 125cc  | ヤマハ     | 1    | 0    | 0      | 0  | 0        | -    |
| 1996年   | 125cc  | アプリリア | 12   | 0    | 0      | 0  | 0        | -    |
| 1997年   | 125cc  | アプリリア | 15   | 0    | 0      | 0  | 8        | 26位 |
| 1998年   | 125cc  | アプリリア | 14   | 0    | 0      | 0  | 41       | 19位 |
| 1999年   | 125cc  | ホンダ     | 15   | 0    | 0      | 0  | 16       | 22位 |
| 2000年   | 125cc  | ホンダ     | 15   | 0    | 0      | 0  | 57       | 15位 |
| 2001年   | 125cc  | ホンダ     | 16   | 0    | 0      | 0  | 56       | 16位 |
| 合計     |        |            | 88   | 0    | 0      | 0  | 178      |      |